# Hans Meydenbauer
Hans Meydenbauer (* 15. August 1873 in Koblenz; † 6. April 1932 in Bad Homburg) war ein deutscher Ministerialbeamter und Wirtschaftsfunktionär.

## Leben und Tätigkeit
Meydenbauer war der Sohn eines Regierungs- und Geheimrates. Nach dem Schulbesuch studierte er Rechtswissenschaften und Cameralia. Er studierte u. a. an der Universität Leipzig, wo Oscar A. H. Schmitz einer seiner Studienfreunde war. 1897 wurde Meydenbauer mit einer Arbeit über Kirchenrecht promoviert.
Meydenbauer war um die Jahrhundertwende Direktor der Teerproduktengesellschaft in Essen. 1905 wurde er Vorstandsmitglied der von Alfred Hugenberg gegründeten ostpreußischen Landgesellschaft in Königsberg. 1911 wurde er Referent des Siedlungs- und Genossenschaftswesens im Finanzministerium in Berlin. 1919 wurde er Ministerialdirektor im Reichswirtschaftsministerium.
In den 1920er- und 1930er-Jahren war er mit der Bezeichnung eines Ministerialdirektors a. D. erneut in der Privatwirtschaft tätig: Als Vertrauensmann von Hugenberg war er Aufsichtsratsvorsitzender des Georg Müller Verlags sowie Mitglied des Aufsichtsrates der UFA. Zudem war er Verbindungsmann zwischen Hugenberg und dem Verlagskonzern von August Scherl.
Politisch warb Meydenbauer in den 1920er-Jahren für den italienischen Faschismus.
Oscar A. H. Schmitz erinnerte sich später an Meyenbacher als einen Mann, der "uns alle an Körpergröße" überragte, und der zwar "hellblond" war, aber "einen scharf geschnitten Römerkopf mit etwas harten Zügen" gehabt habe, "die dann im Laufe der jahre immer milder wurden." Er erblickte in Meydenbauer das Vorbild einer gelungenen bürgerlichen Karriere: Dieser habe "stets an einflussreichen, interessanten Stellen" gesessen. Dem Wilhelminischen Deutschland habe Meydenbauer "immer kritischer" gegenüber gestanden und "staatsmännisches Verständnis" für die "Gesichtspunkte der Opposition" gehabt. Dennoch habe er sich 1918 nicht entschließen können, unter einem "revolutionärem Regime weiter zu dienen", so dass er in die Industrie "übergegangen" sei.
Ein amerikanischer Beobachter, der Meydenbauer in den 1930er Jahren kennen lernte, beschrieb ihn als: "[eine] tragende Säule der Hugenberg-Gruppe", ein "Politiker und Wirtschaftsführer, Inhaber vieler Abschlüsse und ein hochangesehener und fähiger Mann" ("[Meydenbauer was a] pillar of the Hugenberg faction was a politican and economic leader, the recipient of many degress, and a most distinguished and able man").

## Schriften
- Vigens ecclesiae disciplina, 1897. (Dissertation)
- "Faschistische Eindrücke", in: Preußische Jahrbücher, Bd. 201, Juli 1925 Heft 1, S. 105–109.
- "Faschistischer Fortschritt", in: Preußische Jahrbücher, Bd. 202, November 1925, S. 271–275.